# کازوکی سایتو
کازوکی سایتو (انگلیسی: Kazuki Saito؛ زادهٔ ۲۱ نوامبر ۱۹۸۸) بازیکن فوتبال اهل ژاپن است.
از باشگاه‌هایی که در آن بازی کرده‌است می‌توان به باشگاه فوتبال جوبیلو ایواتا اشاره کرد.